# Општина Раковица (Валча)
Раковица (рум. Racoviţa) општина је у Румунији у округу Валча.
Oпштина се налази на надморској висини од 412 m.